# غوستاف السادس أدولف
غوستاف السادس أدولف (بالسويدية: Gustaf VI Adolf) (الاسم الكامل: أوسكار فريدريك فيلهلم أولاف غوستاف أدولف؛ 11 نوفمبر 1882 – 15 سبتمبر 1973) كان ملك السويد من 29 أكتوبر 1950 حتى وفاته عام 1973. وهو الابن الأكبر للملك غوستاف الخامس وزوجته فيكتوريا من بادن.
شغل غوستاف أدولف وقبل اعتلائه العرش منصب ولي العهد لمدة تقارب 43 عامًا خلال فترة حكم والده. وخلال فترة حكمه، وقُبيل وفاته، وافق على التعديلات الدستورية التي أُقرت، والتي أنهت ما تبقى من الصلاحيات السياسية للنظام الملكي السويدي، مما جعل النظام ملكيًا دستوريًا بالكامل.
كان غوستاف السادس أدولف أيضًا أثريًا هاويًا مدى الحياة، واهتم بشكل خاص بالحضارات الإيطالية القديمة.

## توليه الحكم
تولى العرش وهو بعمر ال67 وذلك بعد وفاة والده الملك غوستاف الخامس.

## الأسرة
تزوج مرتين، الأولى كانت بعام 1905 من الأميرة مارغريت ابنه الأمير آرثر دوق كوناكت وستارثارن، وأنجب منها أبنائه:
- الأمير غوستاف أدولف، دوق فستربوتن (ولد في 22 أبريل 1906 وتوفي في 26 يناير 1947، وهو والد الملك كارل السادس عشر غوستاف).
- الأمير سيغفارد، دوق أبلاند (ولد في 7 يونيو 1907 وتوفي في 4 فبراير 2002).
- الملكة أنغريد (ولدت في 28 مارس 1910 وتوفيت في 7 نوفمبر 2000، زوجة فريدريك التاسع ملك الدنمارك).
- الأمير برتيل، دوق هالاند (ولد في 28 فبراير 1912 وتوفي في 5 يناير 1997).
- الأمير كارل يوهان، دوق دلارنا (ولد في 31 أكتوبر 1916).

وتوفيت الأميرة مارغريت في 1 مايو 1920. وفي عام 1923 تزوج من لويز مونتباتن، وظلا زوجين حتى وفاتها في 7 مارس 1965.

## روابط خارجية
- غوستاف السادس أدولف على موقع الموسوعة البريطانية (الإنجليزية)
- غوستاف السادس أدولف على موقع مونزينجر (الألمانية)
- غوستاف السادس أدولف على موقع إن إن دي بي (الإنجليزية)
- غوستاف السادس أدولف على موقع أوليمبيديا (الإنجليزية)
- غوستاف السادس أدولف على موقع أوليمبيديا (الإنجليزية)